# Dynamo-Chmielnicki
Dynamo-Chmielnicki (ukr. Т.о.в. Професійний футбольний клуб «Динамо-Хмельницький» м. Хмельницький, Sp.z o.o. Profesijnyj Futbolnyj Kłub „Dynamo-Chmelnyćkyj” m. Chmelnyćkyj) – ukraiński klub piłkarski z siedzibą w Chmielnickim. Założony w roku 2007 jako następca klubu Podilla Chmielnicki.
Do 15 listopada 2013 występował w rozgrywkach ukraińskiej Drugiej Lihi. 

## Historia
Chronologia nazw:
- 2007—2009: Podilla-Chmelnyćkyj Chmielnicki (ukr. «Поділля-Хмельницький» Хмельницький)
- 2009—2013: Dynamo-Chmelnyćkyj Chmielnicki (ukr. «Динамо-Хмельницький» Хмельницький)

W kwietniu 2007 roku założono nowy zespół w Chmielnickim, a 26 czerwca 2007 roku otrzymał status klubu profesjonalnego. Poprzedni chmielnicki zespół Podilla Chmielnicki w sezonie 2006/07 ukończył rundę jesienną oraz 2 mecze rundy wiosennej. Później miejscowa władza odmówiła finansowania klubu tak jak klub był prywatną własnością. Wtedy klub przeniósł się do Krasyłowa, ale zajął spadkowe 18. miejsce i został zdegradowany do Druhiej Lihi. Jednak w następnym sezonie do rozgrywek w Druhiej Lidze przystąpił nowo utworzony Podilla-Chmelnyćkyj Chmielnicki. Klub Podillia Krasyliw ponownie stał nazywać się FK Krasiłów i występuje w rozrywkach amatorskich.
W styczniu 2009 klub zmienił nazwę na Dynamo-Chmelnyćkyj Chmielnicki.
15 listopada 2013 roku klub został rozformowany.

## Sukcesy
- 4. miejsce w Drugiej Lidze (1 x):

2007/08

## Trenerzy
- 07.2007–06.2008:  Bohdan Bławacki
- 07.2008–11.2008:  Jarosław Bobylak
- 03.2009–06.2009:  Wołodymyr Rewa
- 06.2009–01.2011:  Wiktor Murawski
- 02.2011–04.2011:  Ołeksandr Poryćki (p.o.)
- 05.2011–08.2011:  Mykoła Rozdobud'ko
- 08.2011–09.2011:  Mychajło Duneć (p.o.)
- 09.2011–16.10.2011:  Mykoła Rozdobud'ko
- 17.10.2011–01.2012:  Wadym Krochan (p.o.)
- 01.2012–17.10.2013:  Wadym Krochan

## Inne
- FK Krasiłów
- Podilla Chmielnicki